# المعرض الوطني للفنون (واشنطن)
المعرض الوطني للفنون (بالإنجليزية: National Gallery of Art)‏وحديقة النحت الملحقة به هو متحف فني يقع في واشنطن العاصمة، ويقع في المجمع الوطني بين الشارعين الثالث والتاسع في الشمال الغربي من شارع الدستور (بالإنجليزية: Constitution Avenue)‏. المتحف مفتوح للعامة من الزوار ودون أية رسوم للدخول.

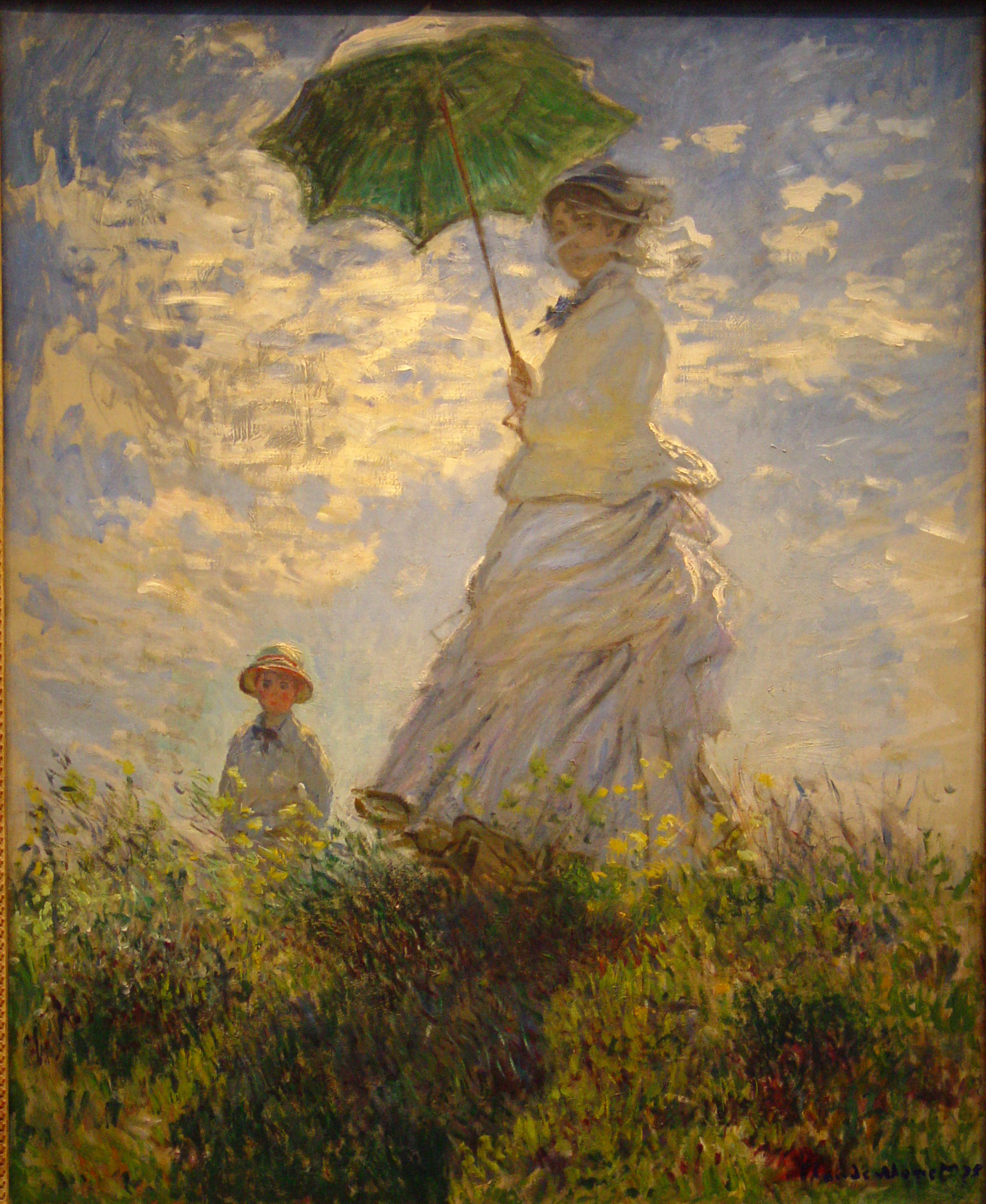
النزُهة بريشة كلود مونيه 1875 ، المعرض الوطني للفنون (واشنطن)

يقع المعرض في منتزه ناشونال مول.

## التاريخ

سقوط فايثون لوحة بريشة الرسام الفلمنكي بيتر بول روبنز (1605-1604)، المعرض الوطني للفنون.

بورترية بيندو التوفيتي لوحة زيتية بريشة رسام عصر النهضه الايطالي رافائيل، يرجع تاريخها إلى حوالي عام 1514 ، الآن ضمن مجموعة المعرض الوطني بواشنطن.

تم إنشاء المتحف في عام 1937 لشعب الولايات المتحدة الأمريكية بموجب قرار مشترك من الكونغرس في الولايات المتحدة بالاشتراك مع تمويل كبير للبناء قام به أندرو ميلون بالإضافة إلى التبرع بمجموعة فنية كبيرة.
المجموعة الأساسية من الأعمال المعروضة شملت لوحات وأعمال تبرع بها العديد من المهتمين بالفنون في الولايات المتحدة. يعرض المتحف معظم أنواع الأعمال الفنية مثل اللوحات والرسومات والمطبوعات والصور الفوتوغرافية، والمنحوتات، والميداليات، والفنون الزخرفية عبر العصور المختلفة متابعة لتطور الفن الغربي من العصور الوسطى وحتى الوقت الحالي.
يقوم المتحف بعرض اللوحة الوحيدة للرسام الإيطالي ليوناردو دا فينشي في الأمريكتيين وأكبر منحوتة متحركة للفنان ألكسندر كالدر.
المجمع الرئيسي للمتحف يضم البناية الغربية الكلاسيكية الجديدة التي تستضيف المعرض الأصلي وترتبط هذه البناية تحت الأرض ببناء آخر من ناحية الشرق وهي بناية حديثة صممها آي إم بي.

## العمارة

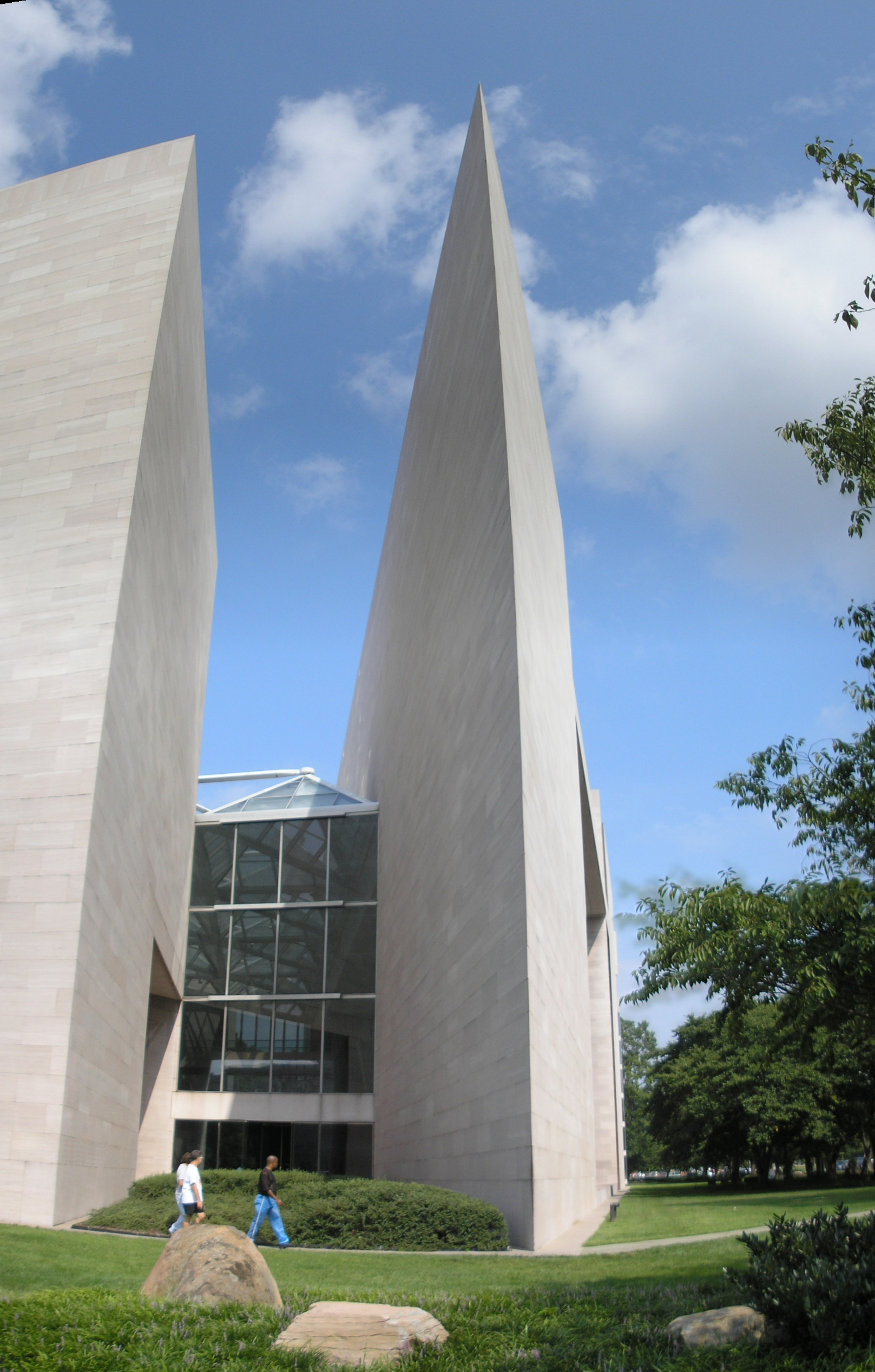
Detail of a corner of the East Building
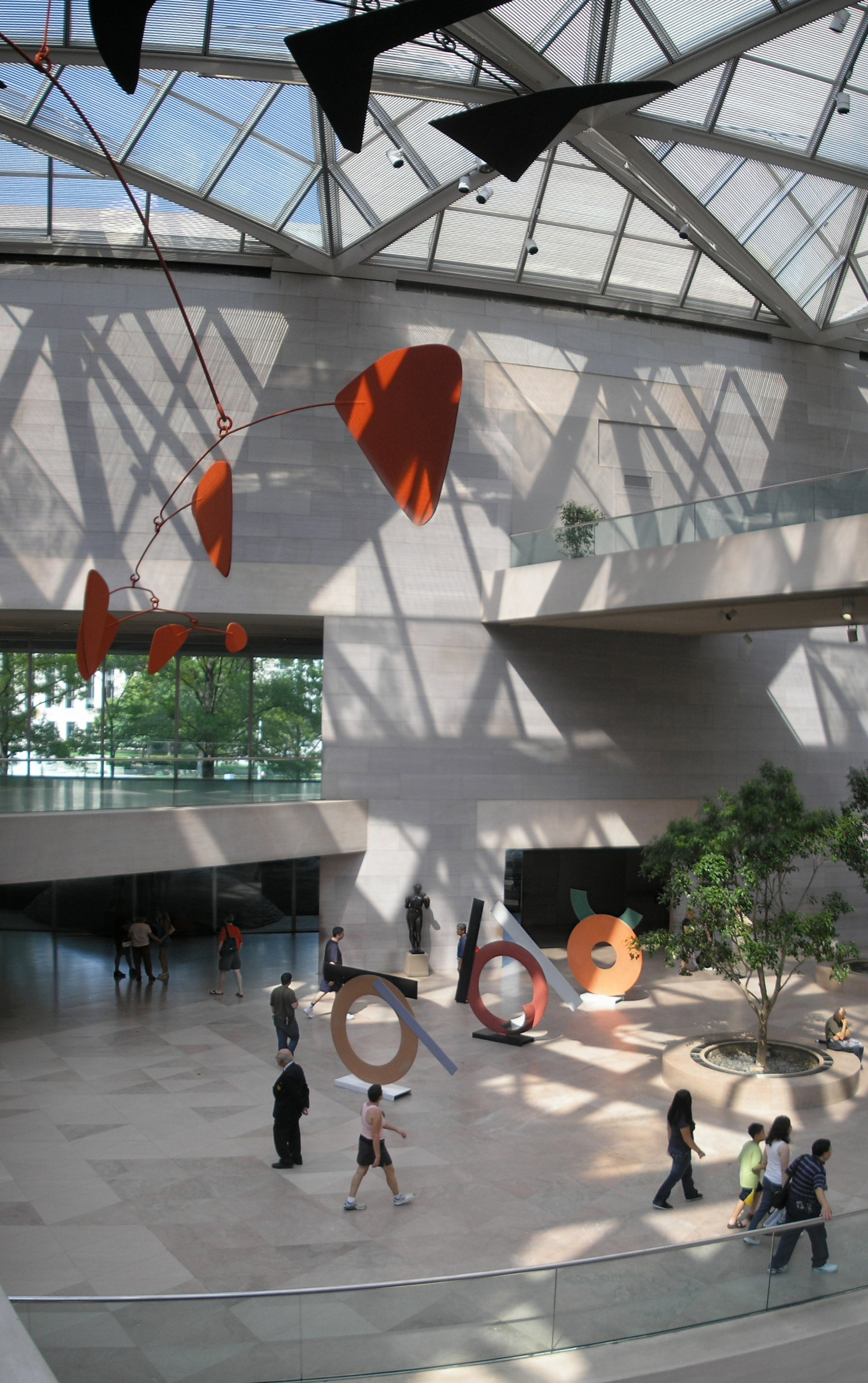
Interior view of the East Building
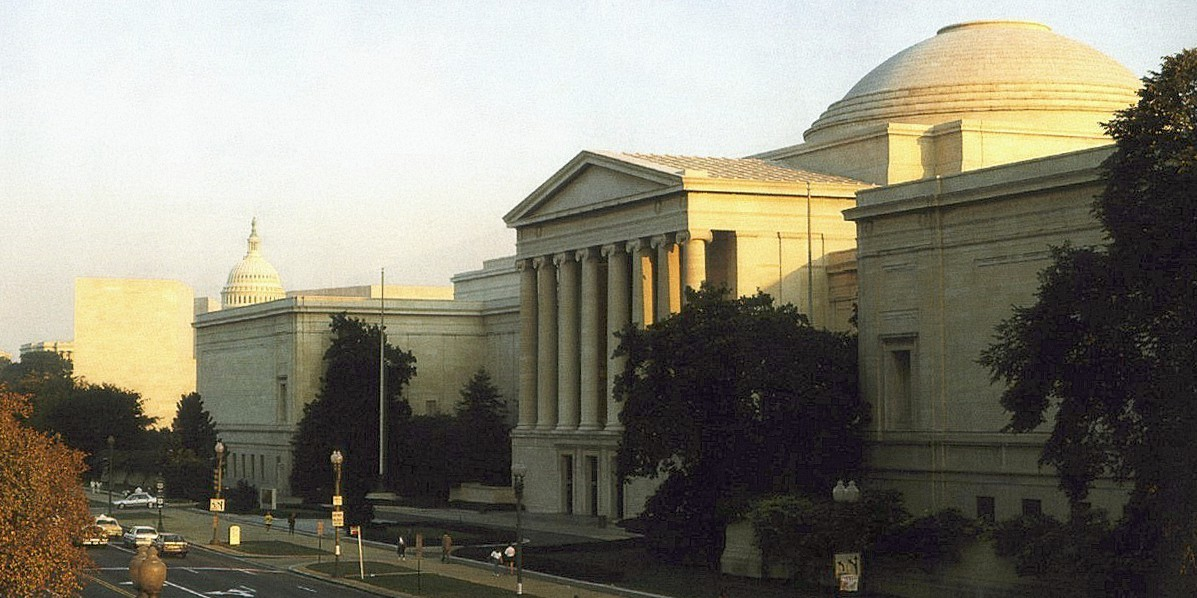
The West building of the National Gallery of Art, with the East Building and the كابيتول الولايات المتحدة visible behind and to the left
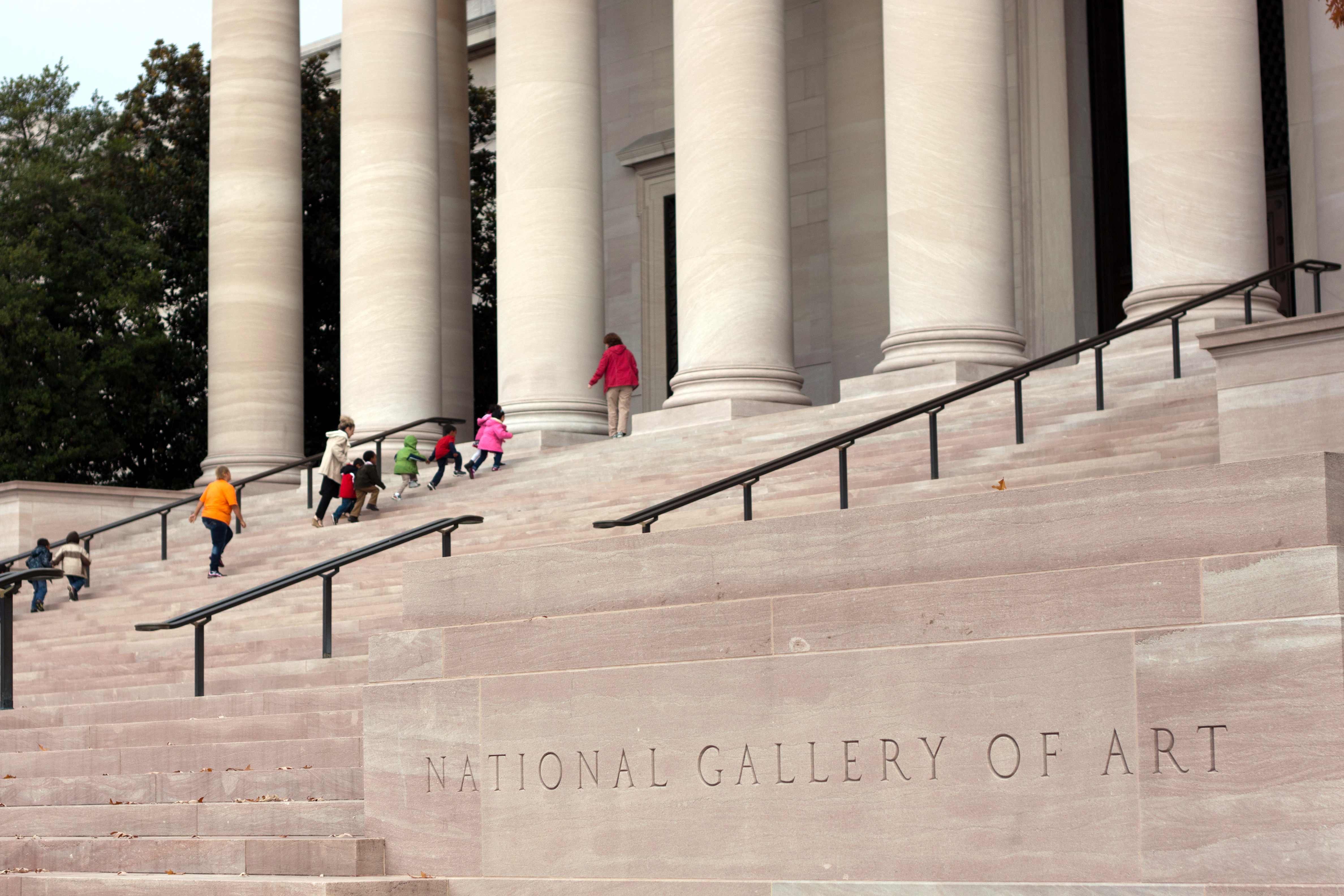
School children entering the Madison Drive NW entrance of the West building
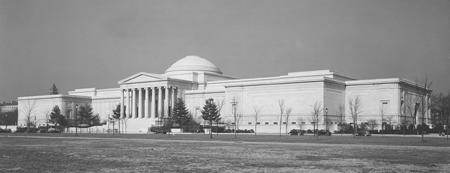
The West Building of the National Gallery of Art soon after construction
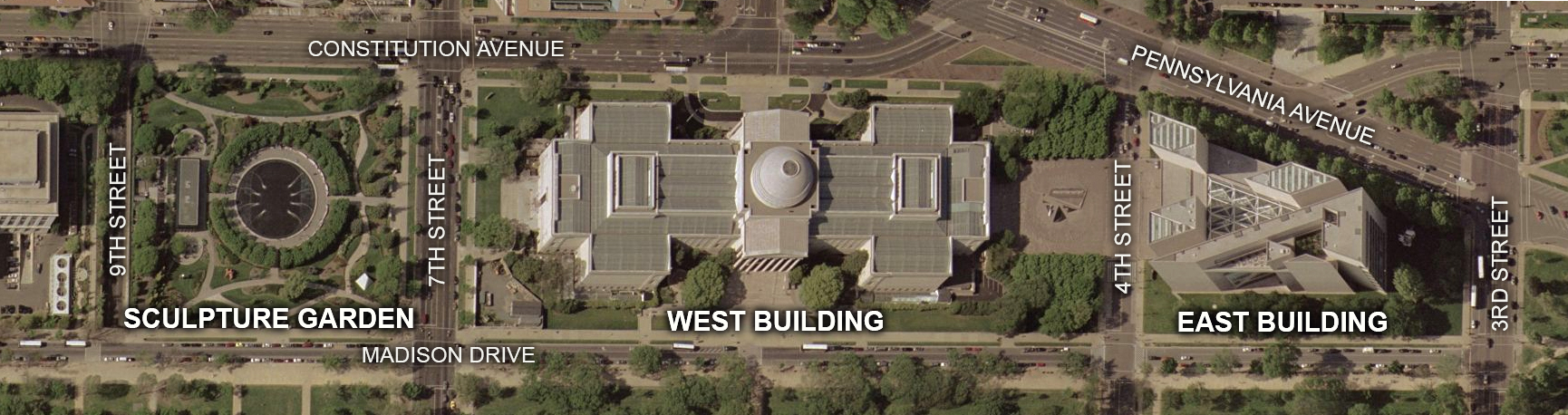
Satellite image of National Gallery of Art grounds and surrounding streets
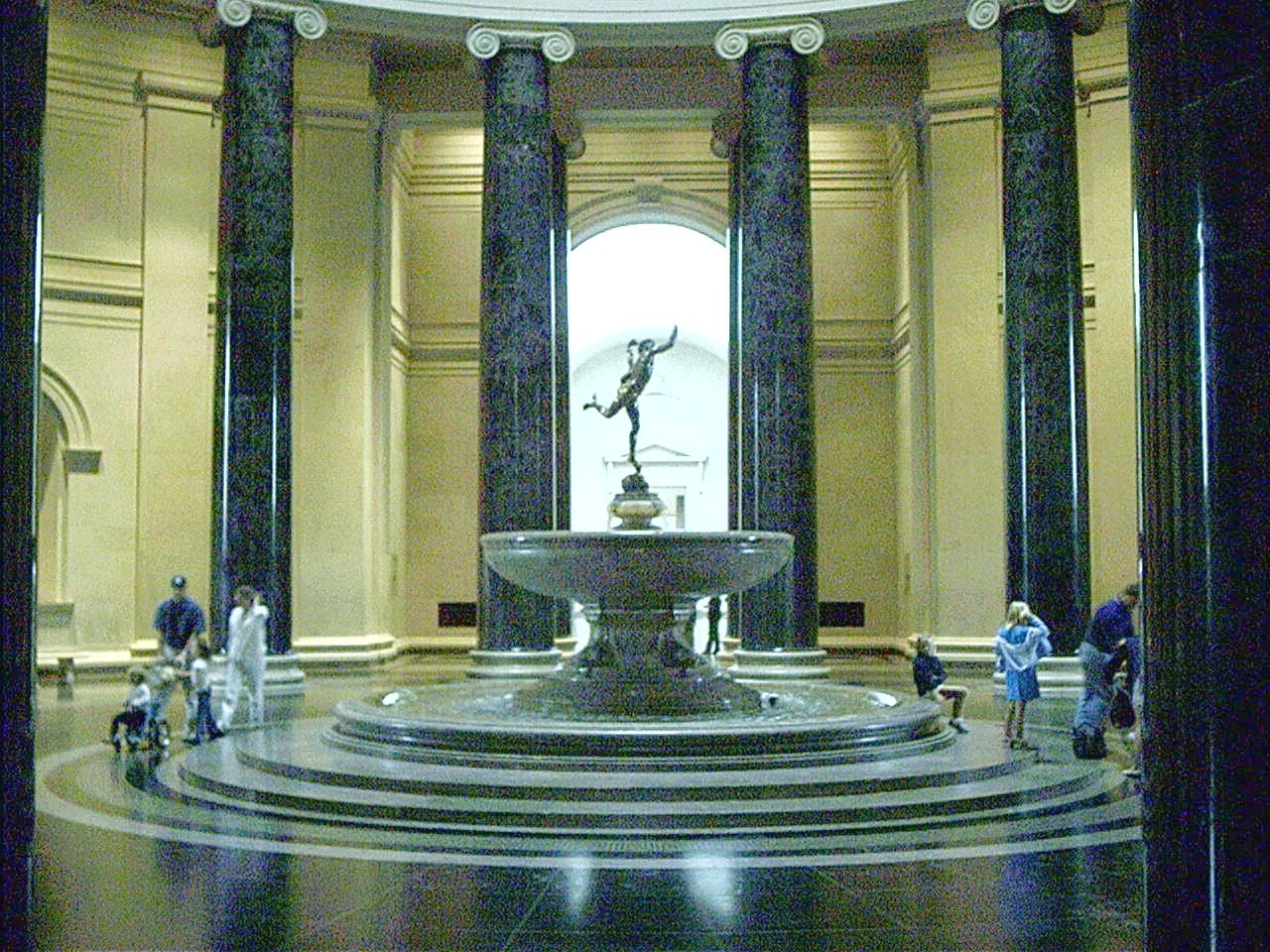
Centerpiece on the main floor of the West Building
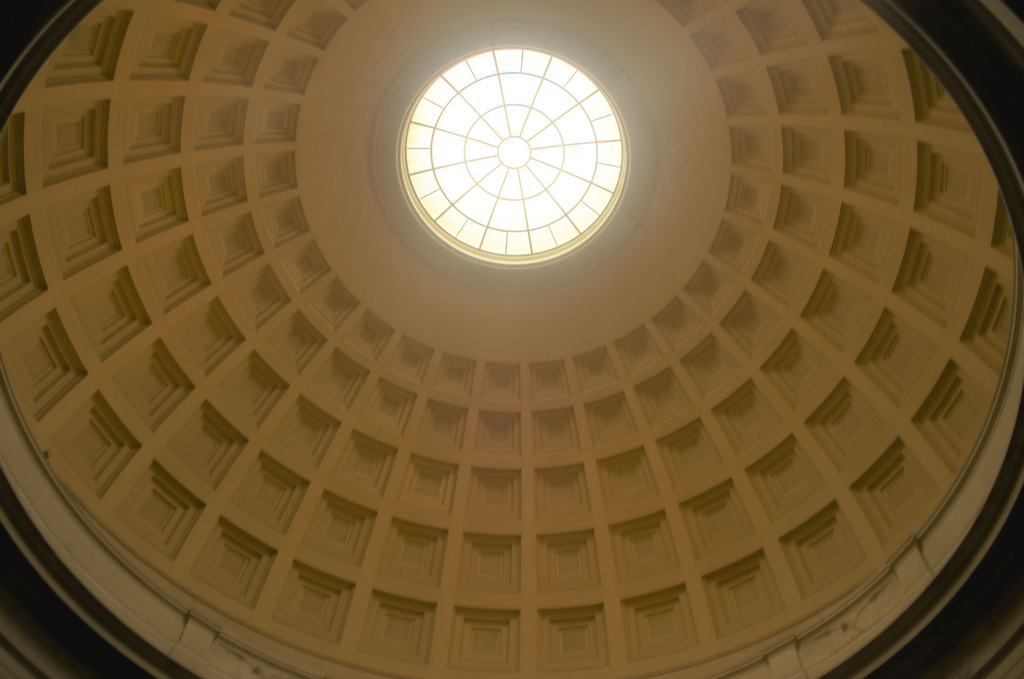
أوكولوس of the West Building dome
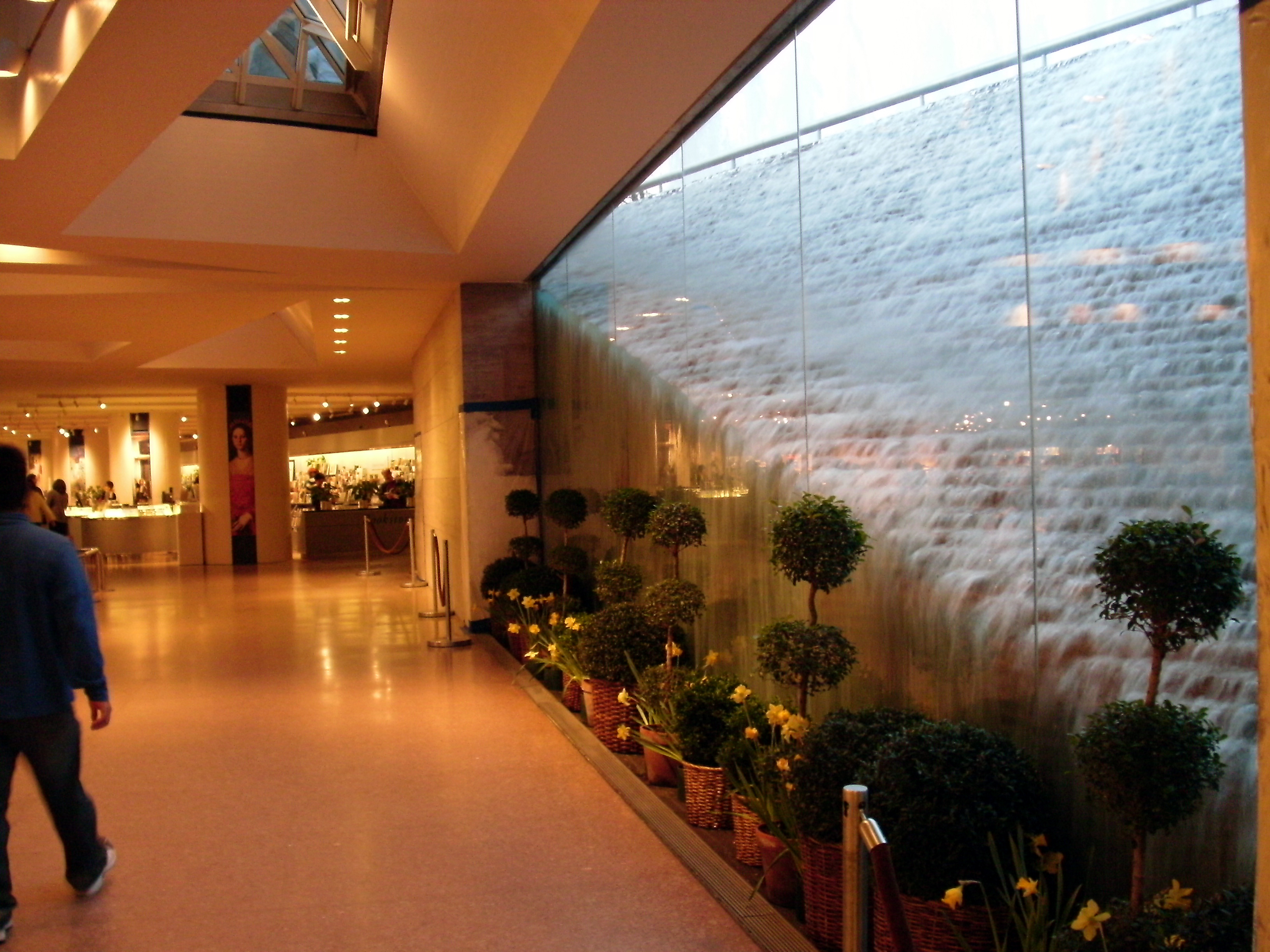
Gift shop and waterfall cascade in the concourse

## بعض من اللوحات المعروضة

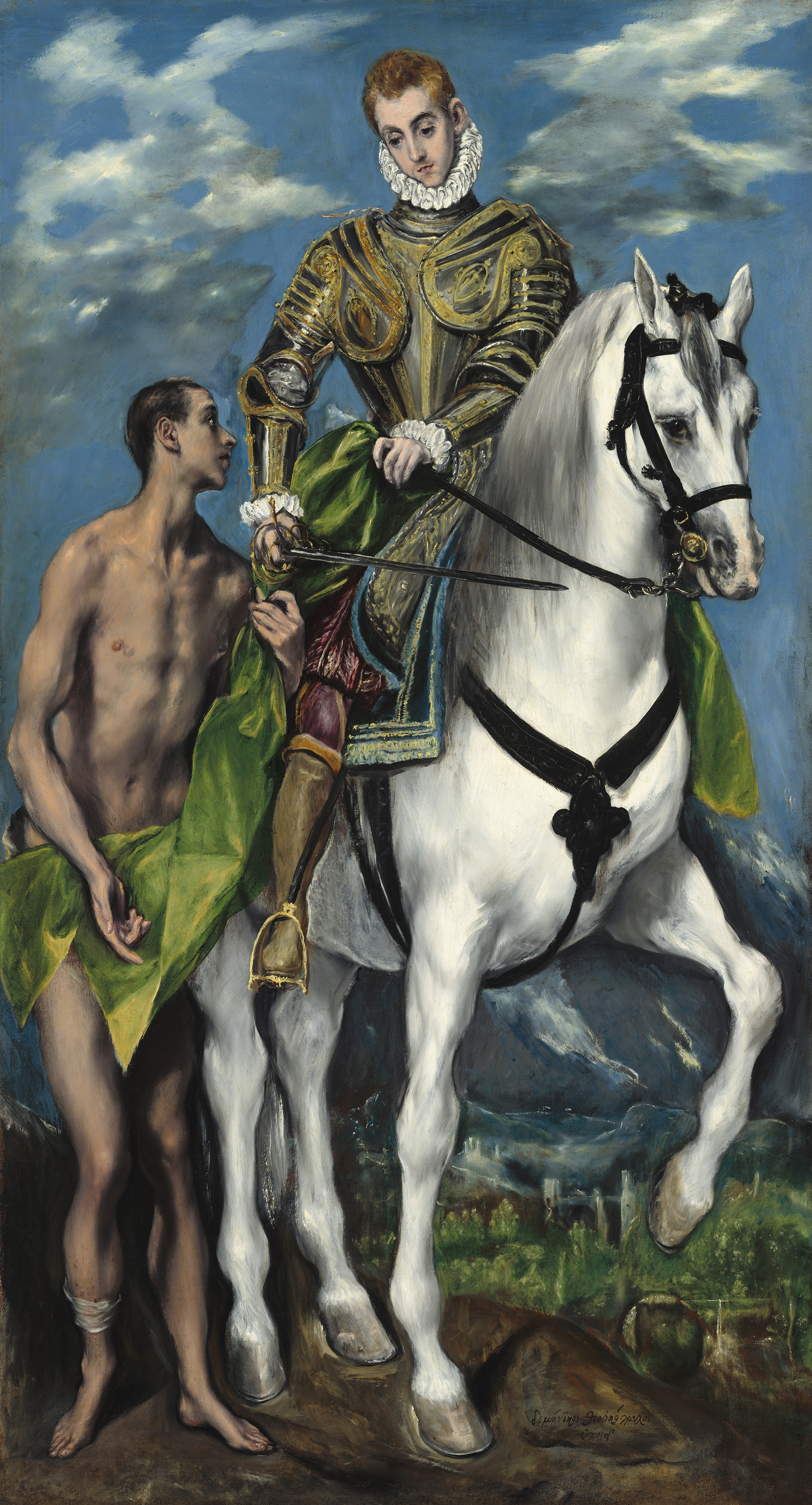
إل غريكو, Saint Martin and the Beggar, c. 1597-1599

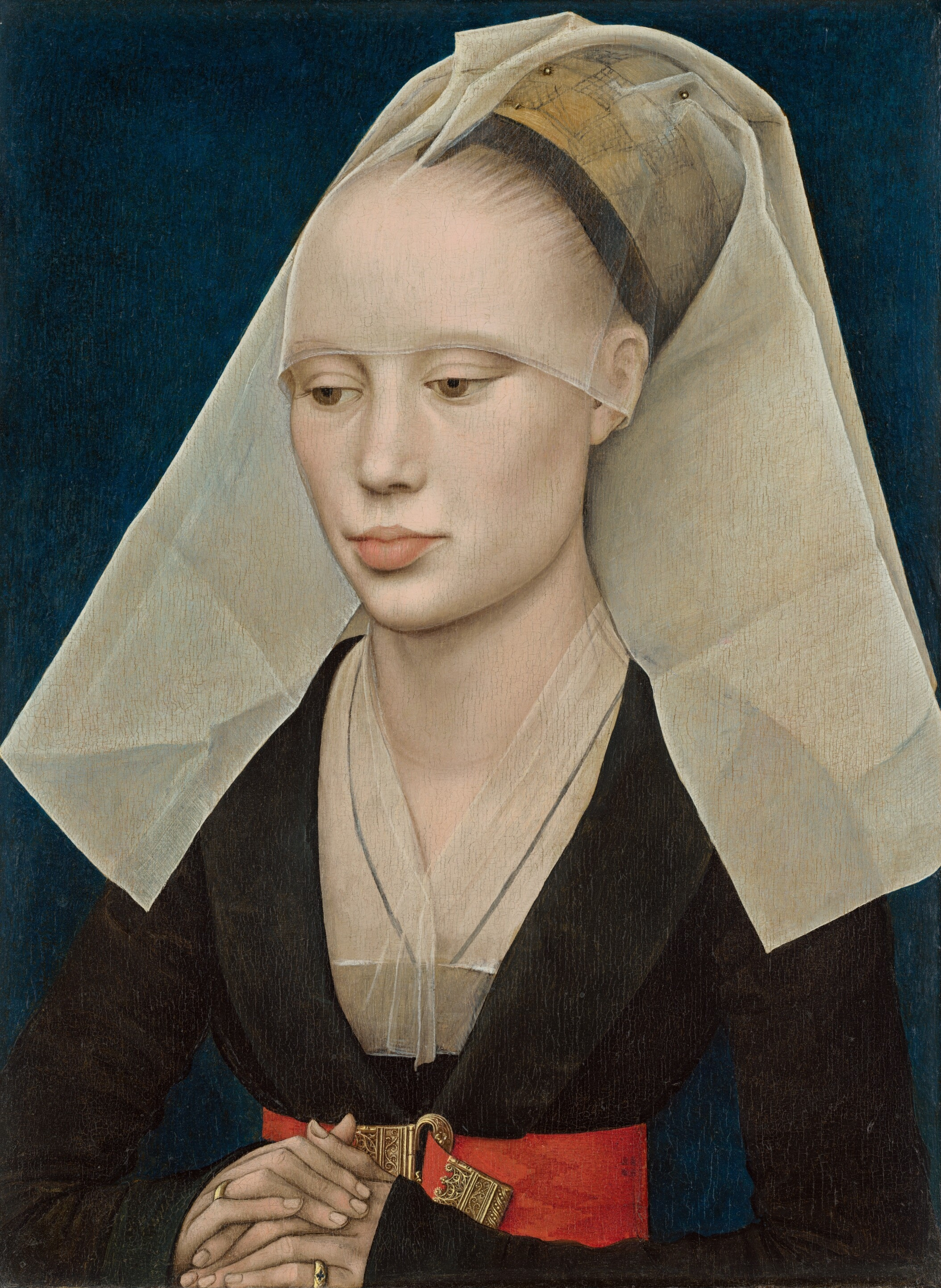
روجير فان در فايدن, بورتريه سيدة, c. 1460
ليوناردو دا فينشي, جينفيرا دي بينتشي (لوحة), c. 1474
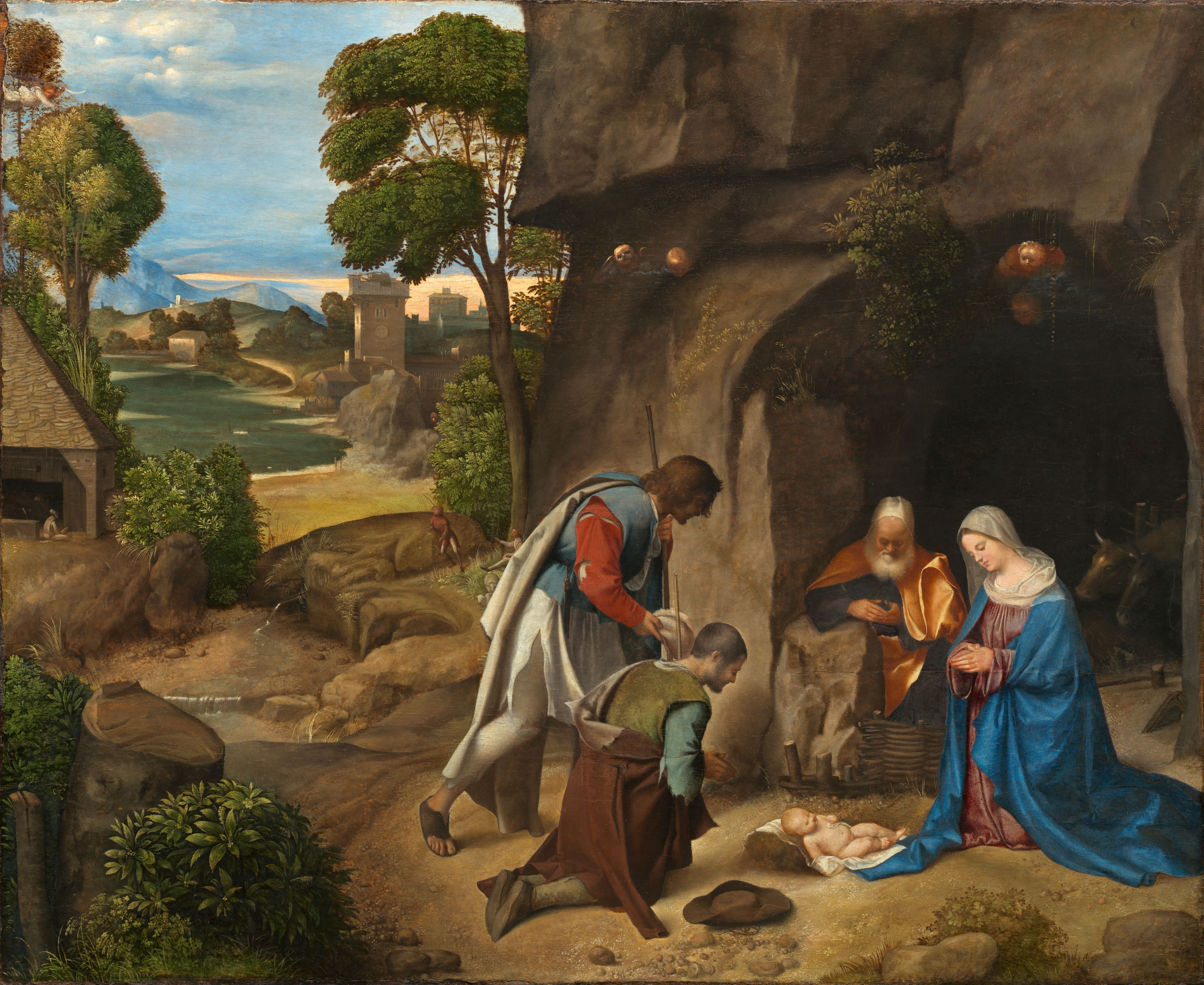
جورجوني, Adoration of the Shepherds, c. 1500
رفائيل, Cowper Madonna, 1504–5
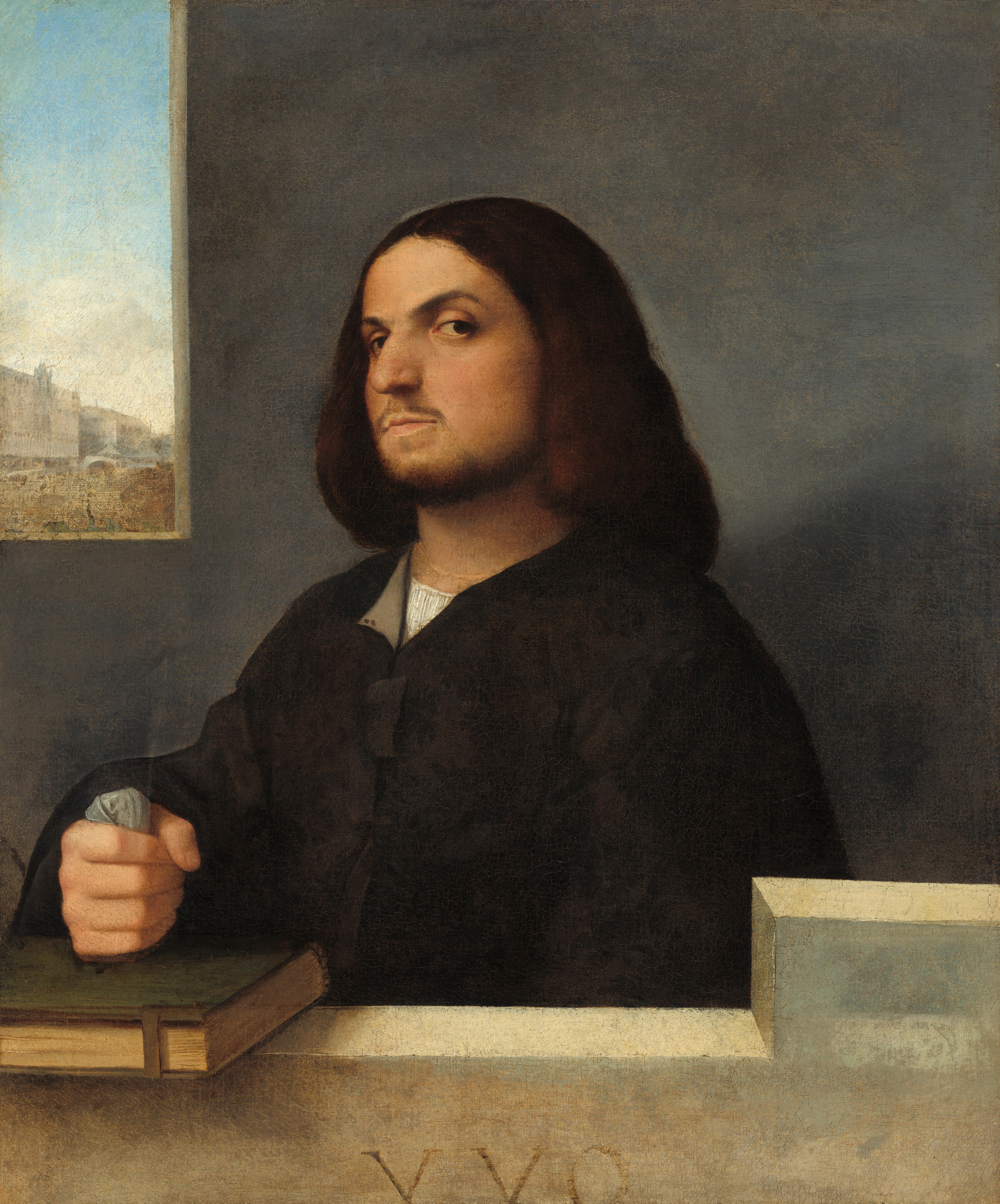
جورجوني and تيتيان, Portrait of a Venetian Nobleman, c. 1507
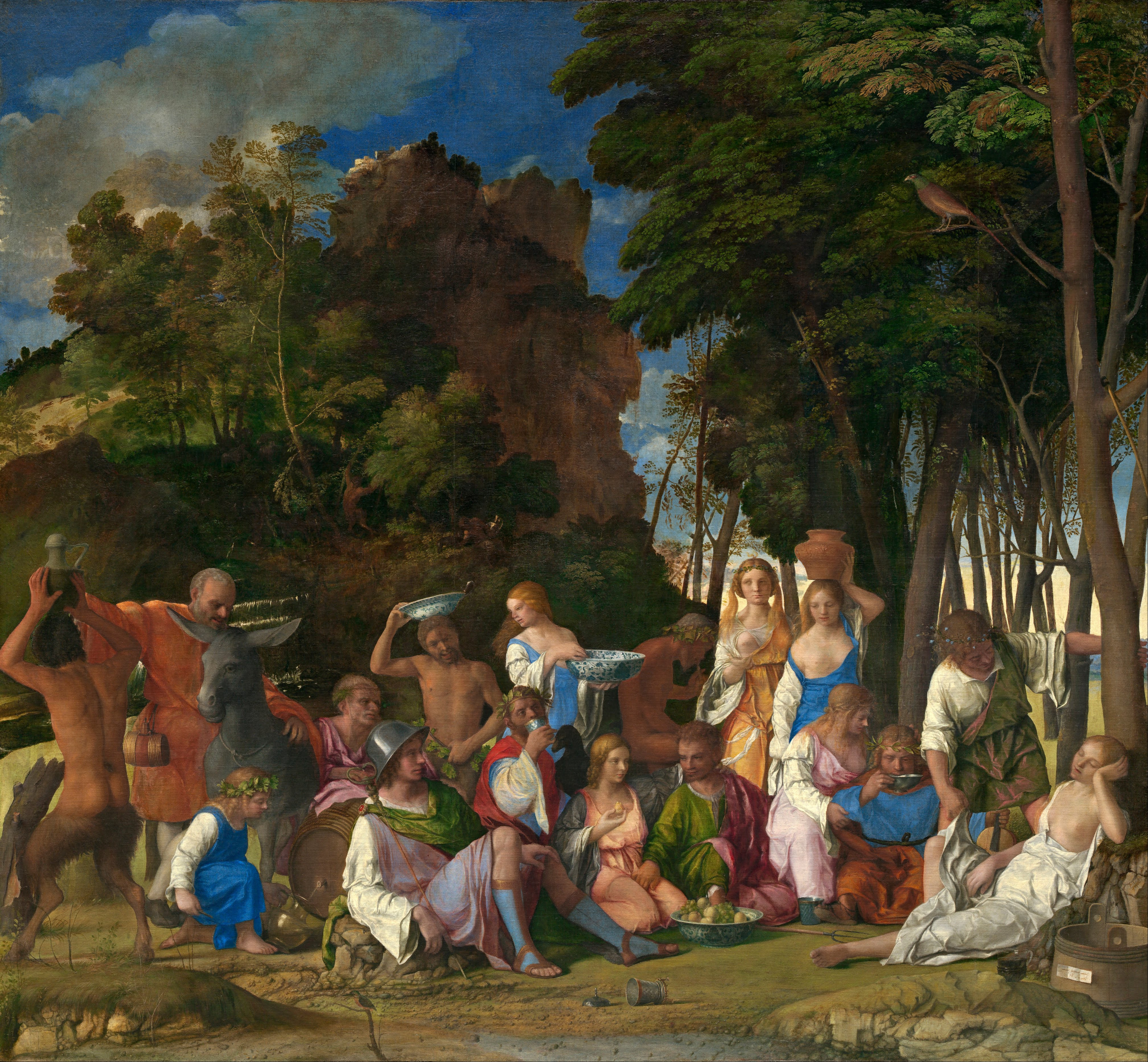
جوفاني بيليني and تيتيان, وليمة الآلهة, c. 1514
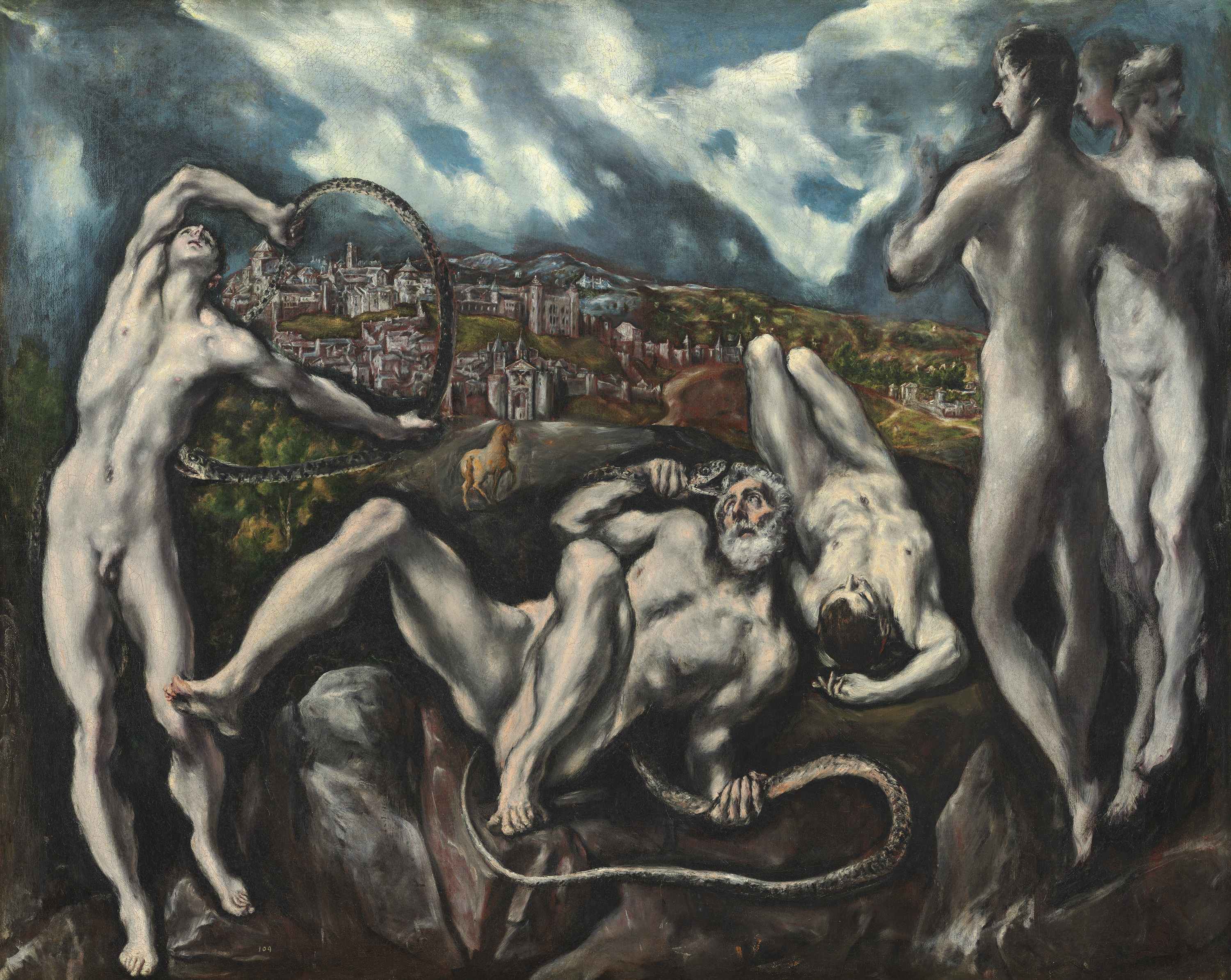
إل غريكو, Laocoön, 1604–16
نيكولا بوسان, The Assumption of the Virgin, c. 1626
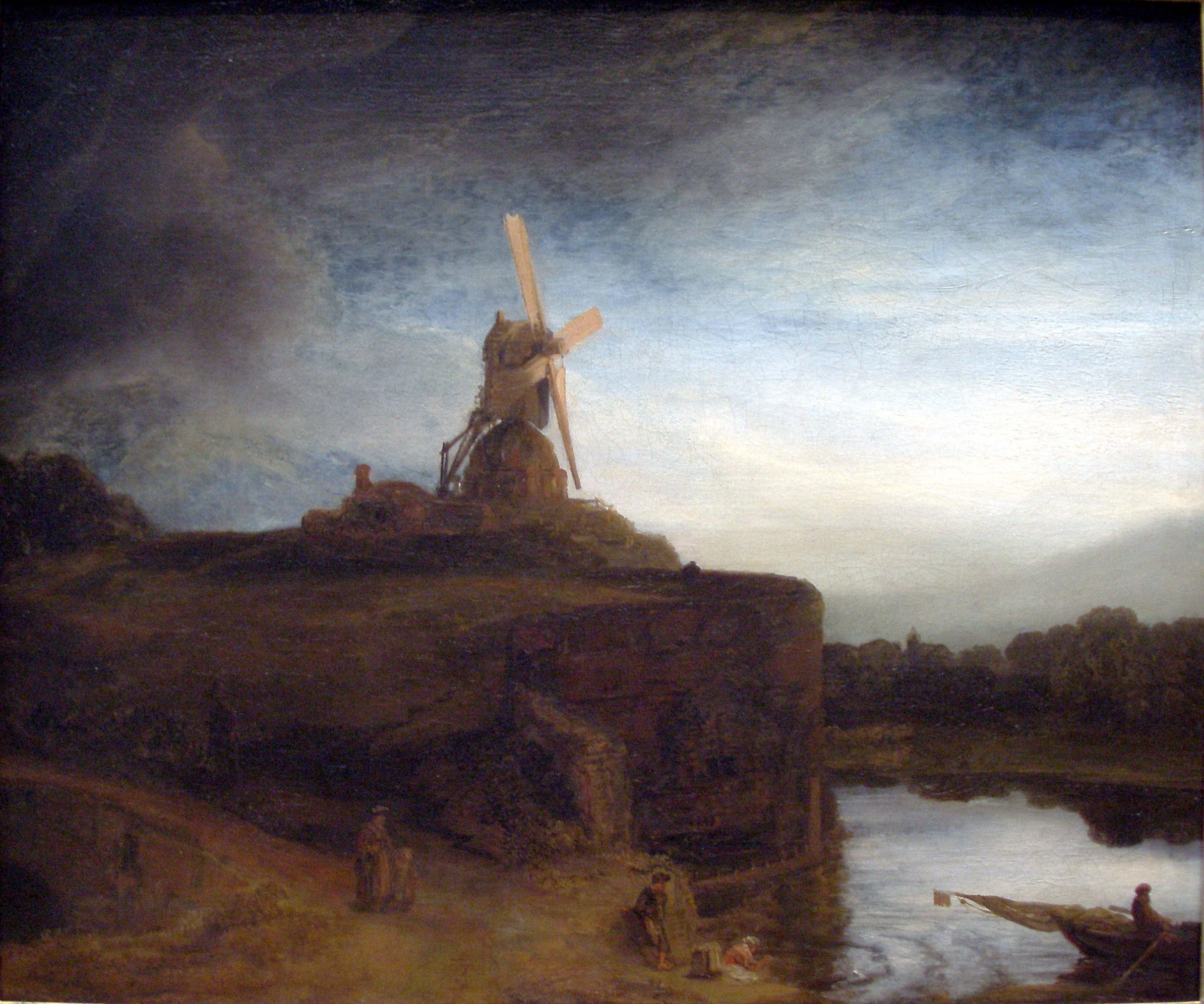
رامبرانت, The Mill, 1648
رامبرانت, Self Portrait with Beret and Turned-Up Collar, 1659
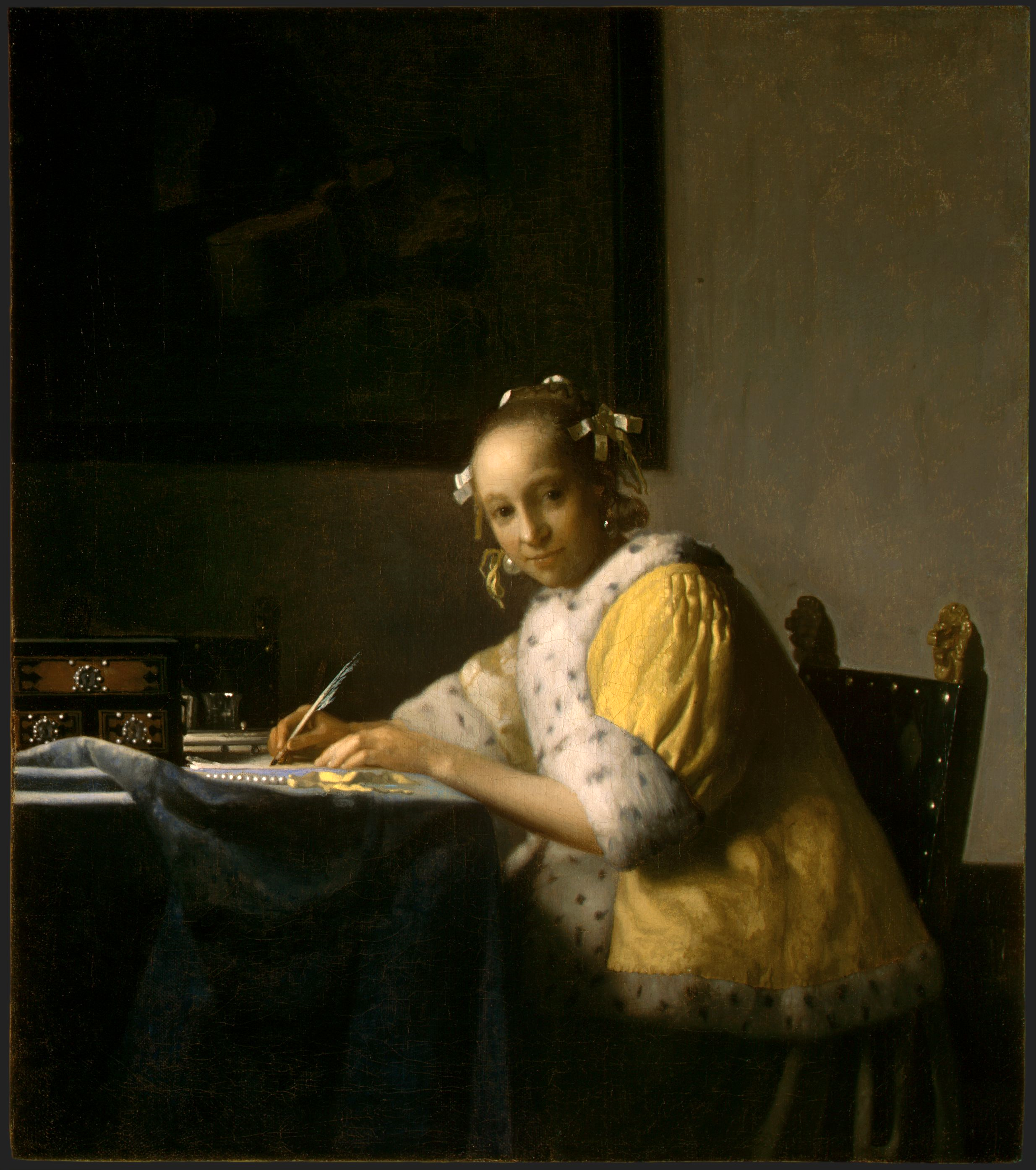
يوهانس فيرمير, A Lady Writing a Letter, 1665-1666
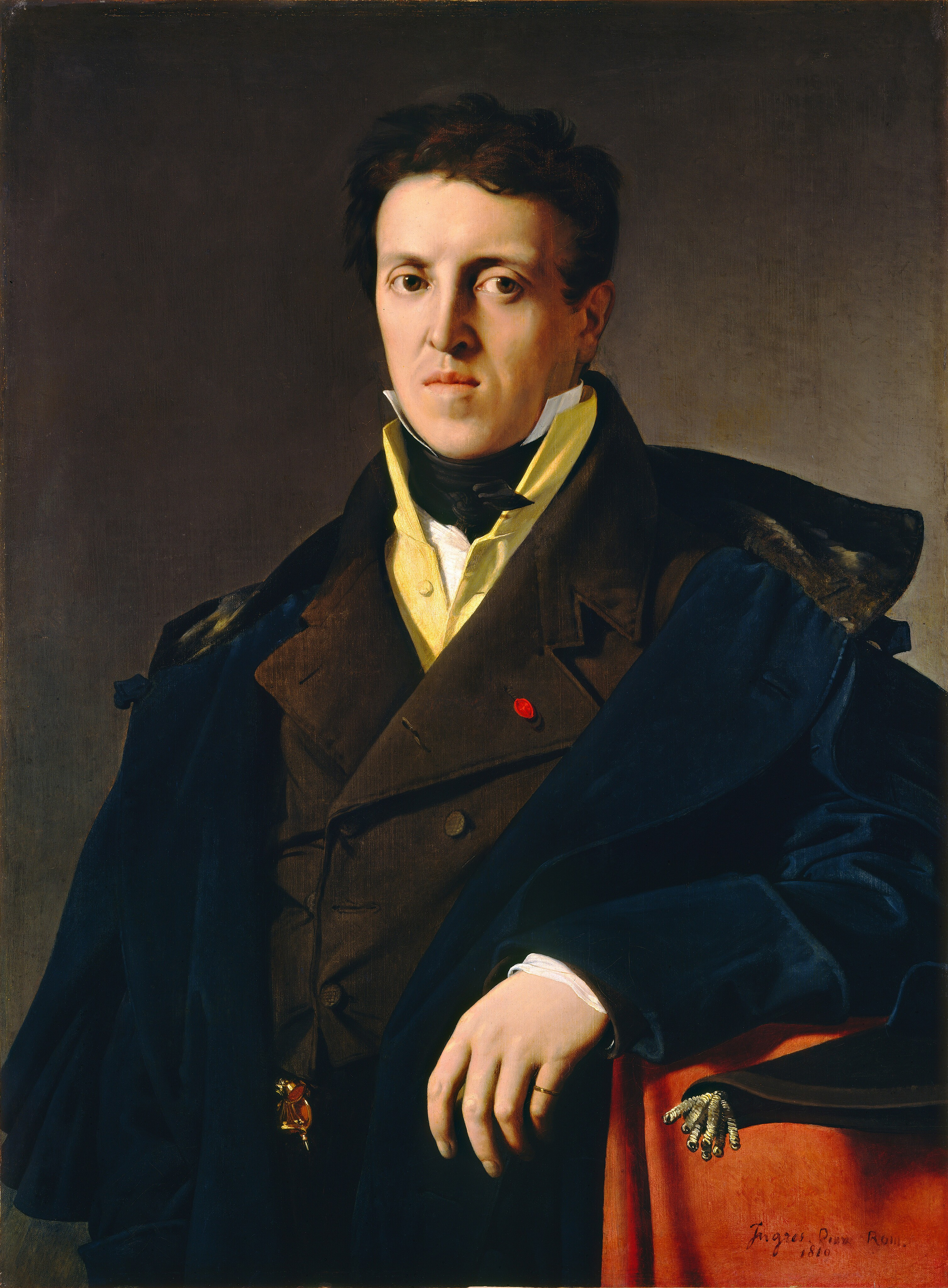
جان أوغست دومينيك آنغر, Marcotte d'Argenteuil, 1810
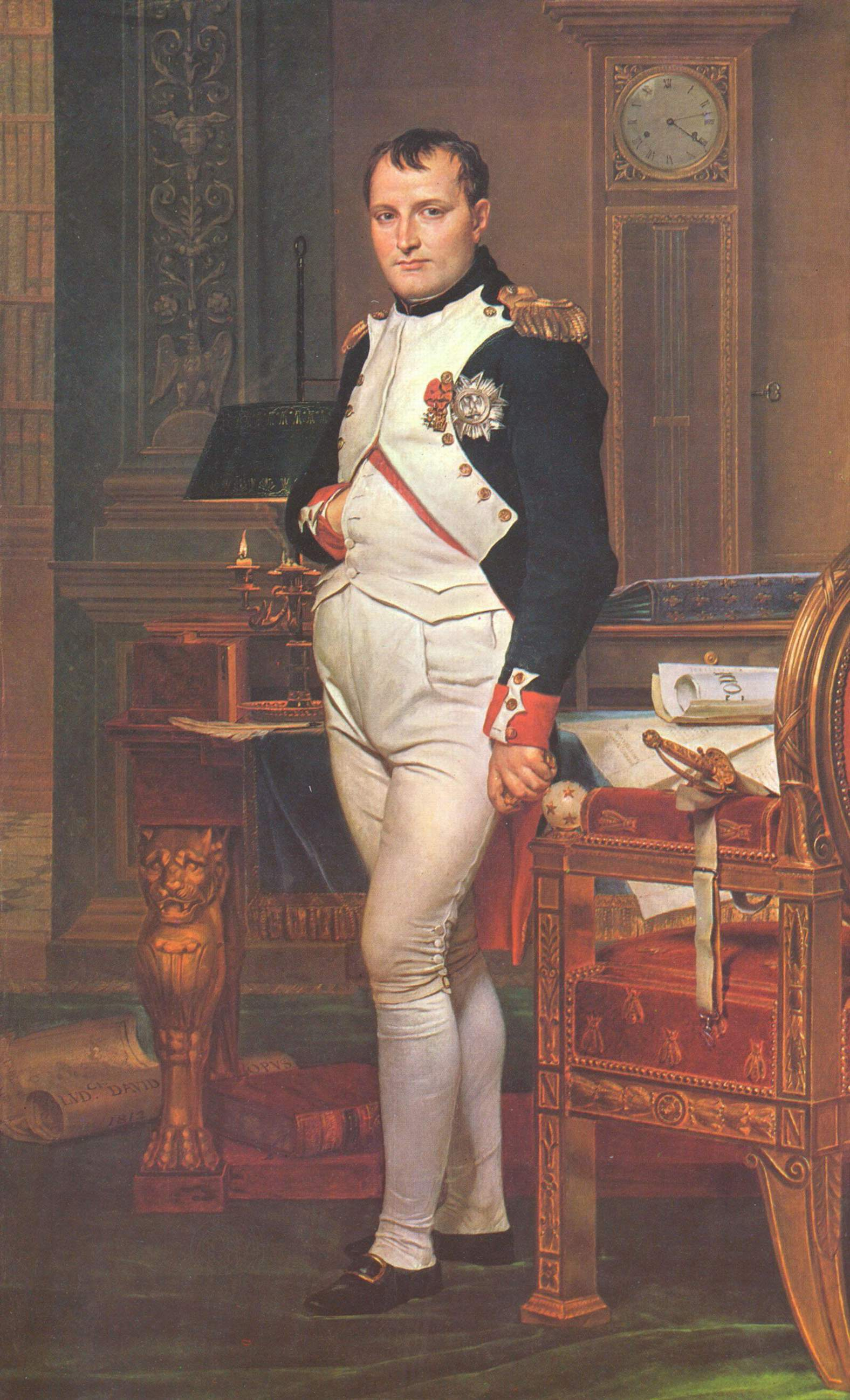
جاك لوي دافيد, Napoleon in His Study [الإنجليزية], 1812
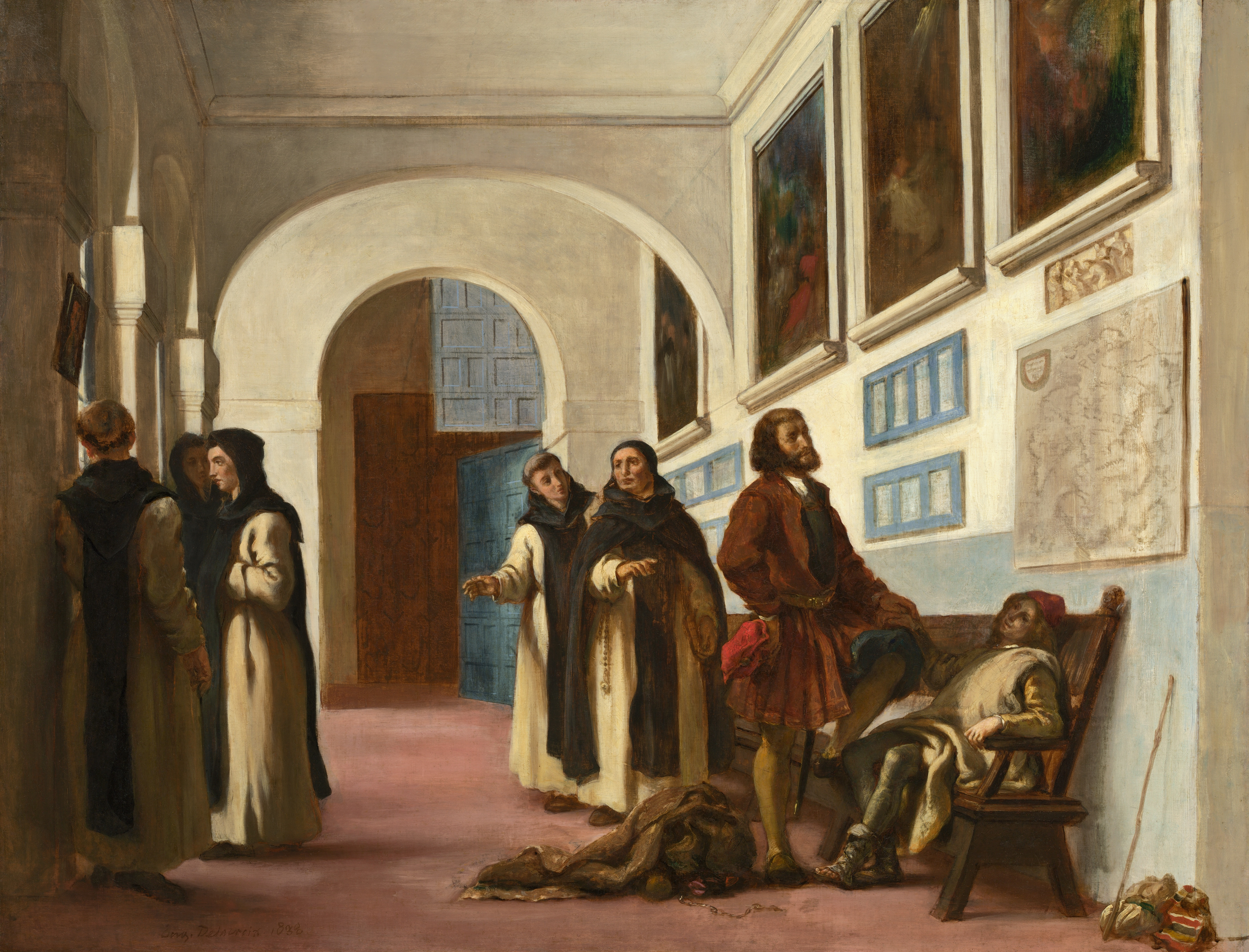
ديلاكروا, Columbus and His Son at La Rábida, 1838
إدوارد مانيه, The Old Musician, 1862
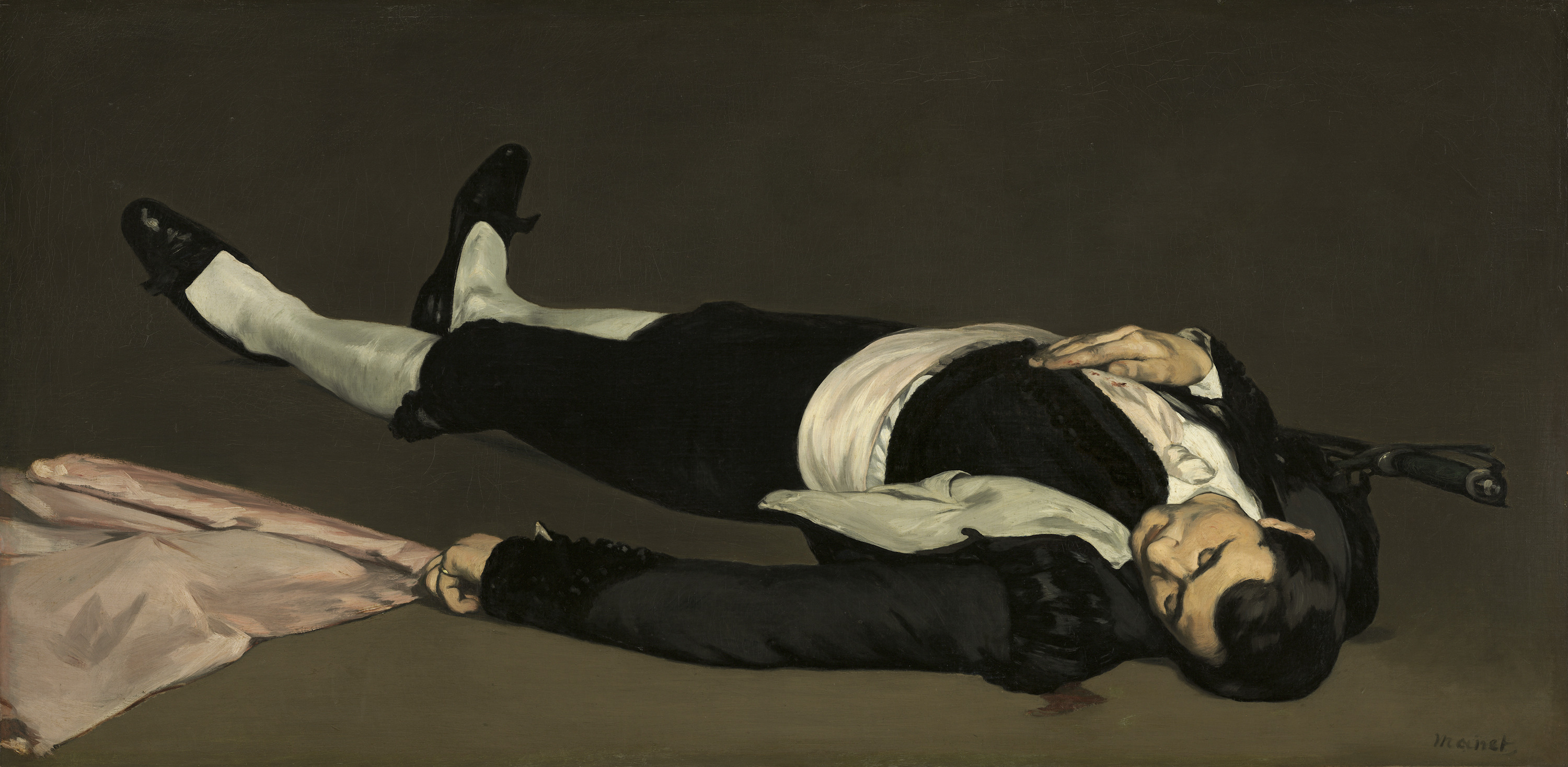
إدوارد مانيه, Dead Matador, 1864–1865
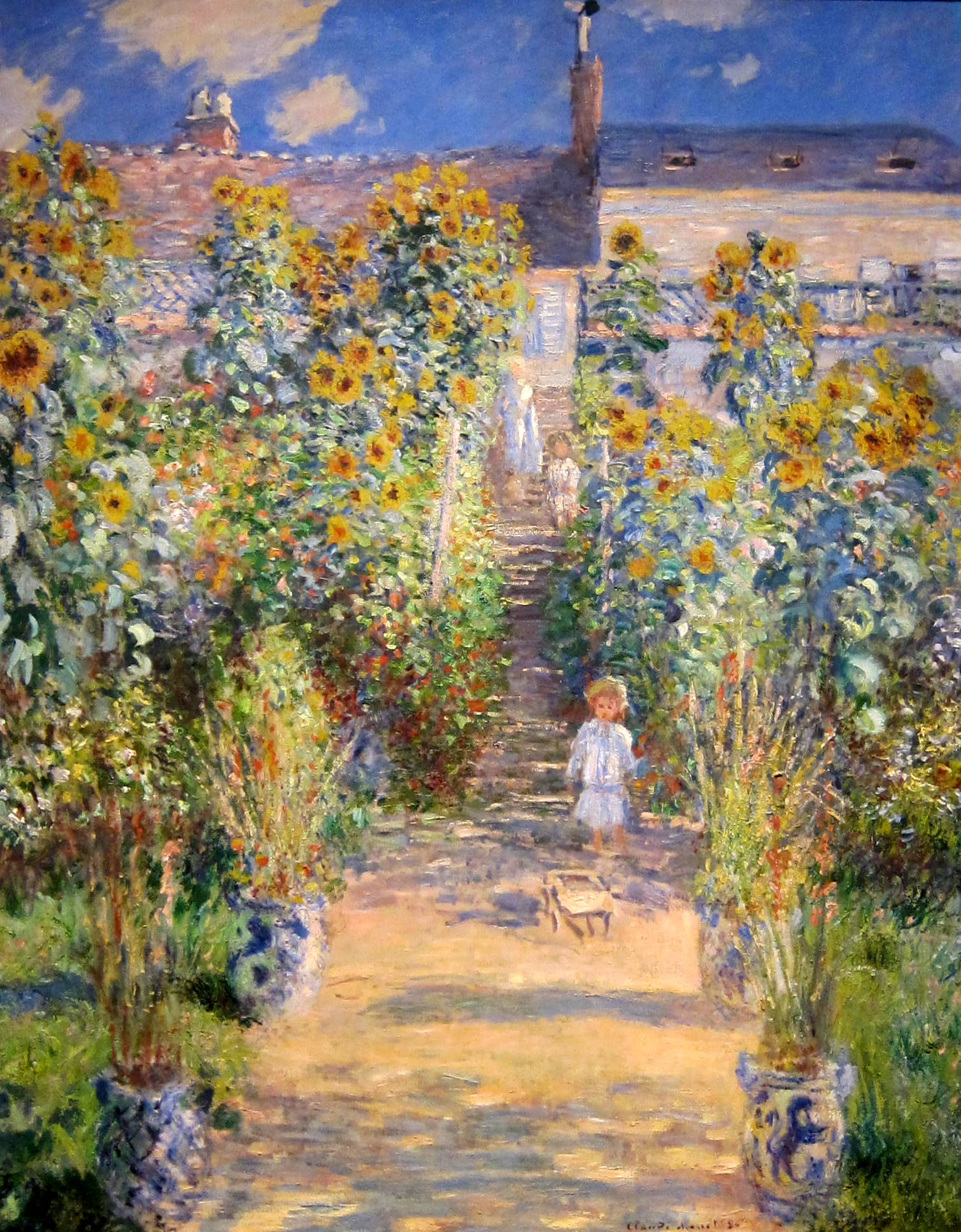
كلود مونيه, The Artist's Garden at Vétheuil, 1880
فينسنت فان غوخ, بورتريه ذاتي, August 1889
بول غوغان, بورتريه ذاتي, 1889
بول سيزان, Boy in a Red Waistcoat, 1888–1890
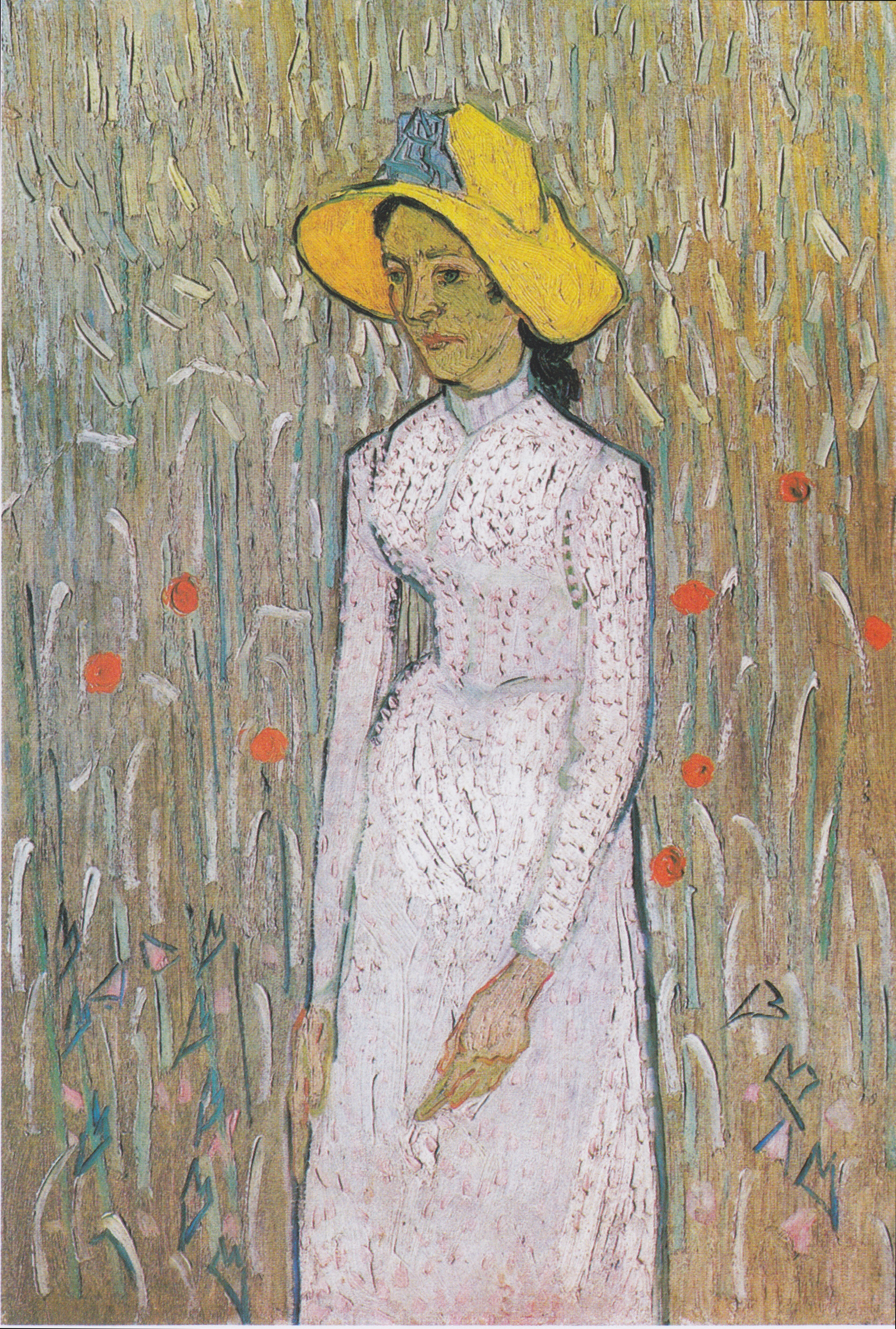
فينسنت فان غوخ, Woman in White, 1890
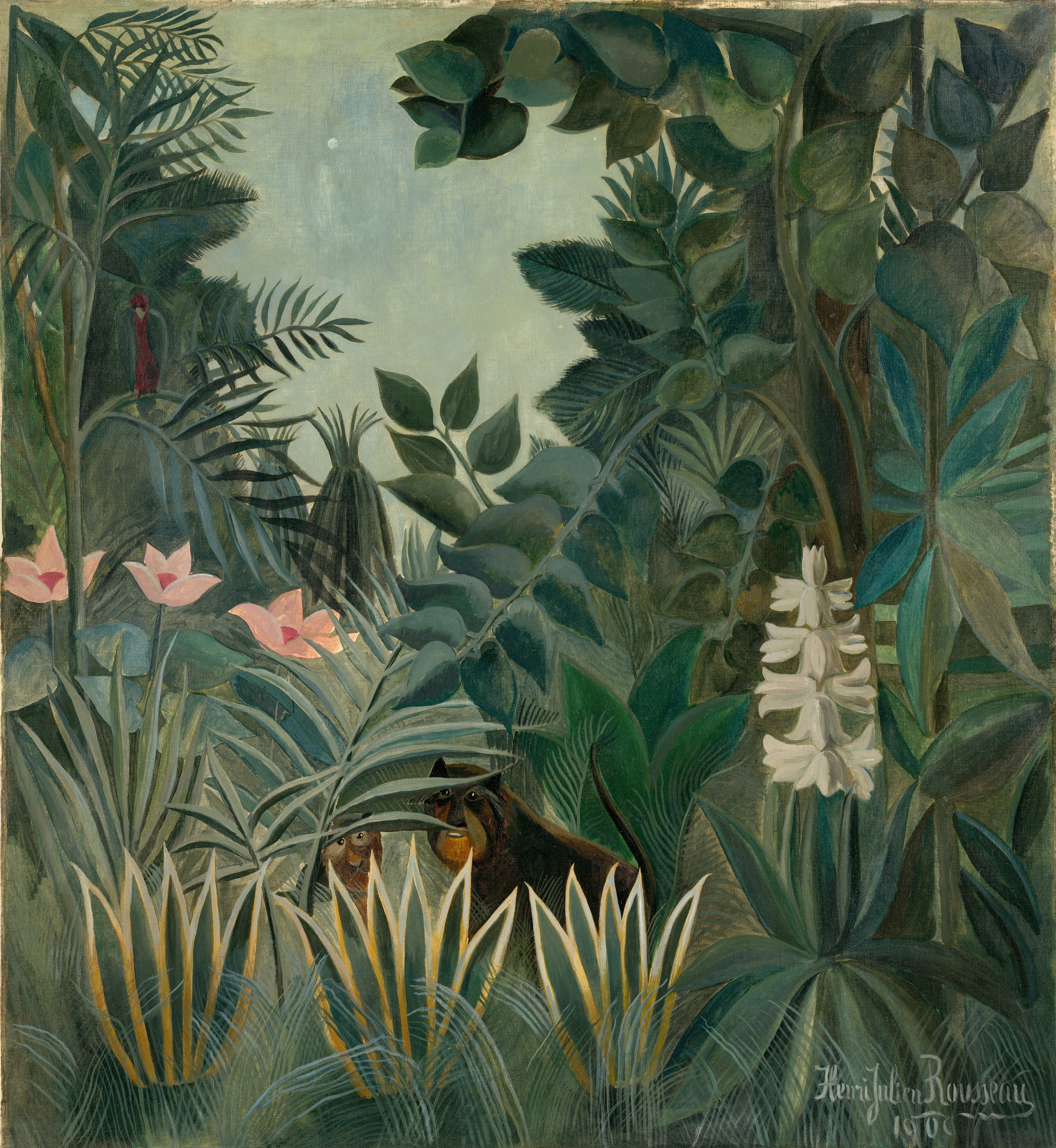
هنري روسو, The Equatorial Jungle, 1909

## لقراءة أوسع
- David Cannadine, Mellon: An American Life, Knopf, 2006, ISBN 0-679-45032-7
- "The National Gallery of Art, Washington", special number of Connaissance des Arts, Société Français de Promotion Artistique (2000) ISSN 1242-9198

## وصلات خارجية
- Official Web site
- Current Exhibitions at the National Gallery of Art
- Online Gallery of Artwork in the NGA
- Center for Advanced Study in the Visual Arts